# Comuna de Sianów
Sianów (polaco: Gmina Sianów) é uma gminy (comuna) na Polónia, na voivodia de Pomerânia Ocidental e no condado de Koszaliński.
De acordo com os censos de 2006, a comuna tem 13.272 habitantes, com uma densidade 58,0 hab/km².

## Área
Estende-se por uma área de 226,78 km².

## Demografia
Dados de 30 de Junho 2004:
|                      | Total   | Total | Mulheres | Mulheres | Homens  | Homens |
| -------------------- | ------- | ----- | -------- | -------- | ------- | ------ |
|                      | pessoas | %     | pessoas  | %        | pessoas | %      |
| População            | 13 159  | 100   | 6656     | 50,6     | 6503    | 49,4   |
| Densidade (pop./km²) | 58      | 100   | 29,4     | 29,4     | 28,7    | 28,7   |

De acordo com dados de 2002, o rendimento médio per capita ascendia a 1284,9 zł.

## Comunas vizinhas
- Koszalin, Będzino, Manowo, Mielno, Polanów, Darłowo, Malechowo.